# Bletterans
Bletterans település Franciaországban, Jura megyében. Lakosainak száma 1530 fő (2022. január 1.). Bletterans Nance, Cosges, Desnes, Fontainebrux, Relans, Ruffey-sur-Seille, Villevieux, Frangy-en-Bresse és Saillenard községekkel határos.

## Népesség
A település népességének változása:
| Lakosok száma | 1085 | 1350 | 1423 | 1400 | 1424 | 1436 | 1446 | 1500 | 1527 | 1530 |
|               | 1968 | 1982 | 1990 | 2006 | 2013 | 2015 | 2017 | 2019 | 2020 | 2022 |